# Box-Weltcup 1998
Die  8. Boxwettkämpfe der Herren des Weltcups fanden im Jahr 1998 in der chinesischen Hauptstadt Peking statt.

## Medaillengewinner
| Klasse                               | Gold                                | Silber                           | Bronze                                                        |
| Halbfliegengewicht (– 48 Kilogramm)  | Maikro Romero Kuba                  | Suban Punnon Thailand            | Dilshod Yuldashev Usbekistan Lui Luan Volksrepublik China     |
| Fliegengewicht (– 51 Kilogramm)      | Manuel Mantilla Kuba                | Zou Gang Volksrepublik China     | Wachtang Dartschinjan Armenien Pramuansak Phosuwan Thailand   |
| Bantamgewicht (– 54 Kilogramm)       | Enrique Carrión Kuba                | Sontaya Wongprates Thailand      | Timofei Skrjabin Moldau Aram Ramasjan Armenien                |
| Federgewicht (– 57 Kilogramm)        | Somluck Kamsing Thailand            | Tulkunbay Turgunov Usbekistan    | Artyom Simonyan Armenien James Swan Australien                |
| Leichtgewicht (– 60 Kilogramm)       | Mario Kindelan Kuba                 | Pongsit Viangwiset Thailand      | Koba Gogoladse Georgien Aikere Mu Volksrepublik China         |
| Halbweltergewicht (– 63,5 Kilogramm) | Muhammadqodir Abdullayev Usbekistan | Lorenzo Aragón Kuba              | Vyacheslav Senchenko Ukraine Fabricio Nieva Argentinien       |
| Weltergewicht (– 67 Kilogramm)       | Diogenes Luna Kuba                  | Nurhan Süleymanoğlu Türkei       | Nariman Atayev Usbekistan Guillermo Saputo Argentinien        |
| Halbmittelgewicht (– 71 Kilogramm)   | Juan Hernández Kuba                 | Oleg Kudinov Ukraine             | Jermachan Ibraimow Kasachstan Pornchai Thongburan Thailand    |
| Mittelgewicht (– 75 Kilogramm)       | Jorge Gutiérrez Kuba                | Pan Dianjun Volksrepublik China  | Sayed Ebrahim Moosav Frankreich Dilshod Yorbekov Usbekistan   |
| Halbschwergewicht (– 81 Kilogramm)   | Humberto Savign Kuba                | Vyacheslav Uzhelkov Ukraine      | Mohamed Bahari Algerien Korosh Malaie Saefid Dasht Iran       |
| Schwergewicht (- 91 Kilogramm)       | Félix Savón Kuba                    | Giacobbe Fragomeni Italien       | Ma Jingwei Volksrepublik China Hildo Silva Vereinigte Staaten |
| Superschwergewicht (+ 91 Kilogramm)  | Lazizbek Zakirov Usbekistan         | Abud Dux Iku Volksrepublik China | Paolo Vidoz Italien Sinan Samil Sam Türkei                    |

## Medaillenspiegel
| Rang | Land                | Gold | Silber | Bronze | Gesamt |
| ---- | ------------------- | ---- | ------ | ------ | ------ |
| 1    | Kuba                | 9    | 1      | 0      | 10     |
| 2    | Usbekistan          | 2    | 1      | 3      | 6      |
| 3    | Thailand            | 1    | 3      | 2      | 6      |
| 4    | Volksrepublik China | 0    | 3      | 3      | 6      |
| 5    | Ukraine             | 0    | 2      | 1      | 3      |
| 6    | Italien             | 0    | 1      | 1      | 2      |
| 6    | Türkei              | 0    | 1      | 1      | 2      |
| 8    | Armenien            | 0    | 0      | 3      | 3      |
| 9    | Argentinien         | 0    | 0      | 2      | 2      |
| 10   | Moldau              | 0    | 0      | 1      | 1      |
| 10   | Australien          | 0    | 0      | 1      | 1      |
| 10   | Georgien            | 0    | 0      | 1      | 1      |
| 10   | Kasachstan          | 0    | 0      | 1      | 1      |
| 10   | Frankreich          | 0    | 0      | 1      | 1      |
| 10   | Algerien            | 0    | 0      | 1      | 1      |
| 10   | Iran                | 0    | 0      | 1      | 1      |
| 10   | Vereinigte Staaten  | 0    | 0      | 1      | 1      |
| 10   | Gesamt              | 12   | 12     | 22     | 48     |